# The Real Thing (opera teatrale)
The Real Thing, noto in Italia come La cosa vera, è un'opera teatrale del drammaturgo inglese Tom Stoppard, debuttata a Londra nel 1982. Il dramma ha goduto di un grande successo internazionale, è rimasta in scena a Broadway per più di cinquecento repliche e ha vinto l'Evening Standard Award, il Drama Desk Award ed il Tony Award alla migliore opera teatrale.

## Trama

### Atto I
L'attrice Charlotte e il drammaturgo Henry sono sposati e la coppia è impegnata nelle prove per una nuova opera dello scrittore. Charlotte è la protagonista femminile del dramma, ma si lamenta con il primattore Max che il marito ha dato poca importanza ai personaggi femminili e il suo ruolo è poco interessante. Una sera Max e la moglie Annie, anch'essa attrice, vanno in visita da Charlotte ed Henry; l'attivista Annie racconta agli altri tre del caso di Brodie, un militare venticinquenne accusato di aver dato fuoco alla corona di fiori sul monumento al milite ignoto.
Max difende la moglie quando Henry la deride bonariamente per il suo idealismo, ma la discussione non è che una messa in scena: Henry ed Annie sono amanti e la donna si reca spesso da lui con la scusa di recarsi in visita da Brodie in prigione. Quando Max scopre della relazione clandestina Annie lo lascia per il drammaturgo, che divorzia da Charlotte e comincia a scrivere per la televisione per poter pagare gli alimenti all'ex moglie. Il neo-sceneggiatore si rende conto di non riuscire a scrivere con sincerità del suo amore per Annie.

### Atto II
Sono passati due anni ormai ed Henry non è ancora riuscita a finire la sua pièce su Annie. Annie intanto continua a visitare Brodie e chiede al compagno di scrivere un copione che il galeotto possa firmare come propria per esporre le proprie posizione politiche e sociale; dato che esse sono diametralmente opposti da i suoi, Henry discute con la moglie, che però prende le difese di Brodie. Il drammaturgo accusa Annie di essersi invaghita di Brodie, ma si pente immediatamente di averlo detto.
Quando Annie viene scelta per interpretare Arabella in un allestimento di Peccato che sia una sgualdrina a Glasgow Henry rimane a casa da solo e va in visita a Charlotte e alla loro figlia adolescente Debbie. La ragazza rigetta la monogamia come un'idea antiquata ed Henry rimane sorpreso dal cinismo della figlia. Charlotte ammette di essere stata infedele ad Henry in diverse occasioni durante il loro matrimonio e che il motivo per cui ha voluto rompere con lui è che la sua relazione con Annie non era solo una questione di sesso, visto che Henry si era sinceramente innamorato di lei.
La conversazione con l'ex moglie scatena la gelosia di Henry, che torna nella casa che divide con Annie e comincia a setacciare l'appartamento in cerca di prove del tradimento della compagna. Quando la donna ritorna i due litigano furiosamente e, mentre le argomentazioni di Henry ricalcano quelle scritte da lui nell'opera teatrale di due anni prima, Annie si rivela un'avversaria più temibile del blando personaggio femminile che lui aveva scritto per la moglie Charlotte. Annie ammette di essere innamorata del giovane attore Billy, suo collega in Peccato che sia una sgualdrina, anche se sostiene di non esserci ancora andata a letto insieme. Annie però afferma di tenere ad entrambi e dice di non poter lasciare né Billy né Henry. Troppo spaventato all'idea di perdere la donna, Henry accetta la situazione, ma anche quando la storia tra Billy ed Annie si conclude la distanza tra il drammaturgo e l'attrice non sembra colmarsi.
Brodie esce di prigione e va in visita da Henry e Annie. Il giovane non si dimostra all'altezza dell'idea romantica che Annie si è fatto di lui, ma dà prova di essere un uomo rozzo e poco istruito pari ad Henry nell'arroganza e nel classismo, ma senza le sue qualità. Si scopre inoltre che le motivazioni dietro al suo gesto non erano state idealistiche, ma che aveva oltraggiato il monumento al milite ignoto solo per impressionare Annie, che a sua volta aveva guidato una compagna mediatica per farlo scarcerare non perché desse peso e valore al gesto, ma soltanto perché si sentiva in colpa per l'accaduto. Dopo che Annie butta fuori di casa Brodie, Henry riceve una telefonata da Max, che gli annuncia il suo fidanzamento.

## Storia delle rappresentazioni
Peter Wood ha diretto la prima dell'opera, andata in scena allo Strand Theatre di Londra con un cast che comprendeva Felicity Kendal (Annie), Roger Rees (Henry), Jeremy Clyde (Max), Polly Adams (Charlotte), Michael Thomas (Billy), Suzanna Hamilton (Debbie) ed Ian Oliver (Brodie). L'opera fu un enorme successo di critica e pubblico, vinse l'Evening Standard Theatre Award alla migliore opera teatrale e rimase in scena per oltre due anni, dal 16 novembre 1982 al marzo del 1985.
La prima italiana è avvenuta in una tournée nazionale nel 1984 per la regia di Lorenzo Salveti e con il titolo La cosa vera; il cast era composto da Ilaria Occhini (Annie), Sergio Fantoni (Henry) e Duilio Del Prete (Max). La traduzione era firmata da Raffaele La Capria.
Dopo un'importante revisione del testo da parte dello stesso Stoppard, The Real Thing ebbe la sua prima a Broadway il 5 gennaio del 1984 e rimase in cartellone al Plymouth Theatre per 566 rappresentazioni fino al 12 maggio del 1985. Mike Nichols curava la regia, mentre il cast era composto da Glenn Close (Annie), Jeremy Irons (Henry), Christine Baranski (Charlotte), Peter Gallagher (Billy), Cynthia Nixon (Debbie), Vyton Rugins (Brodie) e Kenneth Welsh (Max). La pièce fu accolta positivamente da pubblico e critica e il New York Times la definì non solo la migliore opera di Stoppard, ma anche una delle migliori opere teatrali  sull'amore e il matrimonio. Inoltre il dramma vinse cinque Tony Award, tra cui il premio alla migliore opera teatrale.
Nel 1999 David Leveaux diresse un nuovo allestimento del dramma alla Donmar Warehouse con Stephen Dillane (Henry), Jennifer Ehle (Annie), Nigel Lindsay (Max) e Sarah Woodward (Charlotte). Ancora una volta, The Real Thing si dimostrò un grande successo di critica e pubblico, tanto da essere immediatamente riproposto al più capiente Noël Coward Theatre e poi all'Ethel Barrymore Theatre di Broadway con lo stesso cast. A Broadway questo nuovo allestimento vinse il Tony Award al miglior revival, mentre Dillane ed Ehle (così come Irons e Close sedici anni prima) vinsero rispettivamente il Tony Award al miglior attore protagonista e alla miglior attrice protagonista in un'opera teatrale.
Un secondo revival di Broadway è stato portato in scena all'American Airlines Theatre per 108 rappresentazioni tra il 30 ottobre 2014 al 4 gennaio 2015. Sam Gold curava la regia, mentre il cast era composto da Ewan McGregor (Henry), Maggie Gyllenhaal (Annie), Josh Hamilton (Max) e Cynthia Nixon (Charlotte). Al contrario delle messe in scena precedenti, questo allestimento di The Real Thing ottenne recensioni negative dalla critica nonostante il cast di alto profilo.